# Бенільюп
Бенільюп (валенс. Benillup, ісп. Benillup) — муніципалітет в Іспанії, у складі автономної спільноти Валенсія, у провінції Аліканте. Населення — 108 осіб (2022).

## Географія
Муніципалітет розташований на відстані близько 340 км на південний схід від Мадрида, 46 км на північ від Аліканте.

## Демографія
Динаміка населення (INE ):

## Галерея зображень

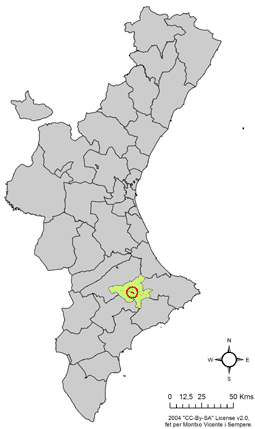
Розташування муніципалітету Бенільюп у автономній спільноті Валенсія
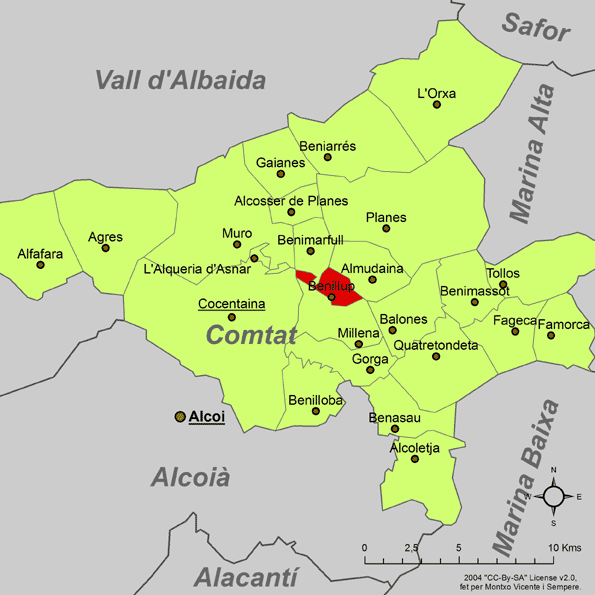
Розташування муніципалітету Бенільюп у комарці Кондадо-де-Косентайна